# Карпінський Адам
Адам Карпінський (пол. Adam Karpiński; 19 грудня 1897, Турка — 19 липня 1939, гірська вершина Тірсулі) — польський інженер- механік, авіаційний конструктор, пілот, альпініст, гімалаїст і татранець. Користувався псевдонімом «Акар». Батько Яцка Карпінського (пол. Jacek Karpiński).

## Біографія

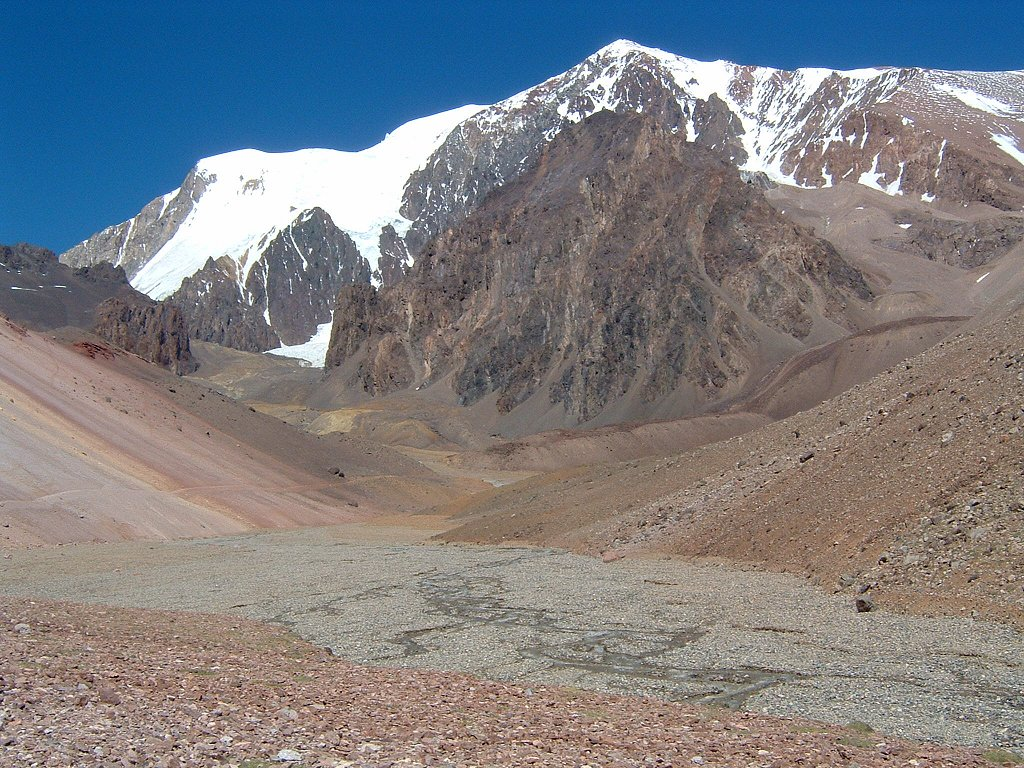
Медресаріо, 2004

Народився в містечку Турка на Галичині в 1897 році. Карпінський був учасником Першої світової війни. У 1918–1920 служив у Війську Польському (з 1919 р. в авіації як спостерігач).
Потім він став дизайнером і конструктором спортивних літаків і планерів, одним з найкращих в Польщі. Як учасник і організатор брав участь у численних авіаційних конкурсах, вивчав умови для створення аеродромів для планерів у Бещадах і під Татрами. У 1930 році Адам Карпінський він взяв участь у міжнародному авіаційному ралі навколо Європи. Він був автором численних публікацій у царині авіації, як професійних, так і науково-популярних. Карпінський також був конструктором альпіністського спорядження, зокрема наметів («Akar-Ramada»), спальних мішків і спеціального взуття для гірського туризму (пол. Rakobuty — ракобути — «червики-раки»).
З 1922 року Адам Карпінський почав займатися альпінізмом — спочатку в Татрах, де розвивав зимовий альпінізм з особливим акцентом на довгих, багатоденних переходах. На своєму рахунку мав багато перших зимових виходів на різні вершини Татр — від піку Банувка (пол. Banówka) на заході до піку Нови Вєрх (пол. Nowy Wierch) на сході. Взимку вийшов північною стіною на гору Льодови Щит (пол. Lodowy Szczyt). Взимку 1925 року здійснив самостійний перехід по гребені Західних Татр від Бобровца (пол. Bobrowiec) до Томанового Вєрху Польського (пол. Tomanowy Wierch Polski) (з чотирма бівуаками в наметі). Три роки по тому, разом з Константим Наркєвичем-Йодко (пол. Konstanty Narkiewicz-Jodko) пройшов зимою більшу частину хребта Високих Татр — цей маршрут вимагав одинадцять ночівель у наметі численних обходів важких місць.
З 1925 Карпінський взяв участь в експедиції в Альпи, а в 1936 році очолив експедицію в ці гори Клубу альпіністів. У 1933–1934 роках був одним із шести учасників першої польської експедиції в Анди, під час якої було здійснене перше сходження на вершину Мерседаріо (ісп. Mercedario) (6720 м) — найвищу вершину хребта Кордильєра-де-ла-Рамада.
Вже в 1924 році, а згодом і в 1938 році, Карпінський планував польську експедицію на Еверест. У 1939 році він керував першою польською експедицією на Гімалаї. Під час неї Якуб Буяк (пол. Jakub Bujak) і Януш Клярнер (пол. Janusz Klarner) підкорили пік Нанда-Деві (7434 м), що у ті часи стало польським рекордом взяття висоти. Під час цієї ж експедиції Карпінський разом зі Стефаном Бернадзькевичем пробували вийти на пік Тірсулі (7150 м) в Гімалаях — спроба закінчилася трагічно — обидва альпіністи загинули в лавині 19 липня 1939 року.

## Сконструйоване альпіністське спорядження
Книга Юстина Войшніса (пол. Justyn Wojsznis) «Поляки на вершинах світу» («Polacy na szczytach świata»,1964) — збірник текстів, спогадів учасників перших семи польських високогірних експедицій в 1933–1939 роках:
«Черевики спроектував Адам дуже оригінально, адаптовані до Анд, відомих з невеликої кількості опадів. Базовані на системі „цибулі“ вони мали запобігати відмороженням і не стискати ніг. А отже, на стопи одягалися шовкові шкарпетки, на них — дві пари шерстяних, а потім черевик, що складався з трьох частин. Перша частина — це був легенький мокасин, пошитий з шкіри для рукавичок. У ньому можна було ходити в наметі. Другу частину складав захист з вовняної повсті, на яку допіру одягався власне черевик, зроблений з брезенту. Це було щось зовсім нове! Тільки підошва і вузька, прилегла до неї смужка були зроблені зі шкіри. Залежно від типу підкування черевики називалися „гакобути“ або „ракобути“.
Намети також були спеціально спроєктовані Карпінським. Видатною легкістю відзначався штурмовий намет, що мав аеродинамічну форму. Треба було навчитися рухатися в його тісному інтер'єрі, але завдяки його подвійним стінкам він прекрасно захищав від морозу. Разом з підлогою і дюралевою щоглою він важив до трьох кілограмів.»